# Cantó de Montereau-Fault-Yonne
El cantó de Montereau-Fault-Yonne és una divisió administrativa francesa del departament del Sena i Marne, situat al districte de Provins i al districte de Fontainebleau. Des del 2015 té 21 municipis i el cap és Montereau-Fault-Yonne.

## Municipis
- Barbey
- La Brosse-Montceaux
- Cannes-Écluse
- Champagne-sur-Seine
- Courcelles-en-Bassée
- Esmans
- Forges
- La Grande-Paroisse
- Laval-en-Brie
- Marolles-sur-Seine
- Misy-sur-Yonne
- Montereau-Fault-Yonne
- Moret-Loing-et-Orvanne
- Saint-Germain-Laval
- Saint-Mammès
- Salins
- Thomery
- Varennes-sur-Seine
- Vernou-la-Celle-sur-Seine
- Villecerf
- Ville-Saint-Jacques

## Història
| Data d'elecció                           | Identitat              | Partit                     | Qualitat |
| ---------------------------------------- | ---------------------- | -------------------------- | -------- |
| 1945-1949                                | Henri Ballot           | Divers droite, després RPF |          |
| 1949-1961                                | Antoine Chopin         | RPF, després radical       |          |
| 1961-1979                                | Henri Ballot           | Divers droite              |          |
| 1979-2004                                | Claude Eymard-Duvernay | RPR                        |          |
| 2004-2015                                | Léo Aïello             | PS                         |          |
| les dades anteriors no són pas conegudes |                        |                            |          |
|                                          |                        |                            |          |

## Demografia
| A partir de 1990: Població sense dobles comptes |